# Verzorgingsplaats De Slaag
Verzorgingsplaats De Slaag is een Nederlandse snelwegparking, gelegen aan de zuidzijde van A1 Amsterdam → Oldenzaal tussen afritten 11 en 12 in de gemeente Amersfoort.
Aan de andere kant van de snelweg lag even verderop verzorgingsplaats De Haar (gesloten juni 2017).
Richting Oldenzaal:
Honswijck · 
Ronduit · 
De Slaag · 
Palmpol ·
Tolnegen · 
Lucasgat · 
Bruggelen · 
De Paal · 
Boermark · 
Bolder · 
Het Lonnekermeer
Richting Amsterdam:
De Poppe · 
Het Veelsveld · 
Struik · 
De Hop · 
Vundelaar · 
De Hucht · 
De Strubben · 
Tolnegen · 
Aanschoten · 
Uilengoor · 
De Middelaar · 
Neerduist · 
Bastion · 
Hackelaar